# پوترو آسیایی
پوترو آسیایی (نام علمی: Grewia asiatica) نام یک گونه از تیره پنیرکیان است.